# Добра Лука
Добра Лука (алб. Dobërllukë) насеље је у општини Вучитрн на Косову и Метохији. Према попису становништва на Косову 2011. године, село је имало 1.629 становника, већину становништва чине албанци.

## Географија
Село је у равници, на 2,5 км северозападно од Вучитрна. Збијеног је типа. Дели се на махалу мештана („Маала Јерливе“) и махалу мухаџирску („Маала Муаџерве“).

## Историја
Цело је село било чифлик Шишковића из Вучитрна. Најстарији досељеници не знају јесу ли им преци затекли село. Срби Јездићи у Гојбуљи, међутим, знају да су се почетком 19. века били настанили у Доброј Луци и да им је предак Језда ту погинуо од осветника из старине.

## Порекло становништва по родовима
Родови:
- Мустафовит (5 кућа), од фиса Мертура. Доселили се из Скадарске Малесије око 1820. Појасеви су им у 1934. од досељења били: Н (име му не казују, јер није муслиманско), Мустафа, Синан, Ашим, Синан (45 година).
- Џаферовит (6 к.), од фиса Бериша. Досељени из Скадарске Малесије кад и Мустафовит.
- Алијовић (2 к.), од фиса Бериша. Пресељени из Малесије после Џаферовита.
- Салијовит (1 к.), од фиса Бериша. Досељен из Бесиња мало пре доласка мухаџира.
- Кутловц (2 к.), од фиса Шаље. Досељен из Кутловца (Копаоничка Шаља) 1913.

Мухаџири из 1878: из топличких села
- Меровц (8 к.), од фиса Хота, из Меровца.
- Зучак (2 к.), од фиса Шкреља, из Зућака.
- Џигољ (1 к.), од фиса Климената, из Џигоља.
- Древина (1 к.), од фиса Бериша, из Древине.
- Планалије (2 к.), од фиса Тсача, из Велике Плане.
- Гргур (1 к.), – Бајчинц (1 к.) и – Потркој (1 к.), од фиса Краснића, из Гргура, Бајчинца и Потрчаја.

Колонисти
- Џантић (1 к.) 1922. из Жиљака (Брус).
- Миљковић (1 к.) 1922. из Дренове (Брус).
- Шљивићи (2 к.) 1922. из Ботуње (Брус). Старина овог последњег рода је на Косову, у селу Сливову (у Лугову), одакле се иселио у околину Бруса. Садашње презиме су добили тамо по селу своје старине на Косову.

## Демографија
| Година       | 1948 | 1953 | 1961 | 1971 | 1981  | 1991  | 2011  |
| ------------ | ---- | ---- | ---- | ---- | ----- | ----- | ----- |
| Становништво | 492  | 486  | 564  | 879  | 1.203 | 1.443 | 1.629 |

|  |